# Миколаївка (Артільний старостинський округ)
Микола́ївка —  село в Україні, у Лозівській міській громаді Лозівського району Харківської області. Населення становить 1 осіб. До 2018 орган місцевого самоврядування — Артільна сільська рада.

## Географія
Село Миколаївка знаходиться на відстані 2 км від річки Орілька. На відстані 2 км розташовані села Артільне і Надеждине. По селу протікає пересихає струмок з загатами.

## Історія
1824 — дата заснування.
12 червня 2020 року, відповідно до Розпорядження Кабінету Міністрів України  № 725-р «Про визначення адміністративних центрів та затвердження територій територіальних громад Харківської області», увійшло до складу Лозівської міської громади.
17 липня 2020 року, в результаті адміністративно-територіальної реформи та ліквідації колишнього Лозівського району (1923—2020), увійшло до складу новоутвореного Лозівського району Харківської області.